# Очођи (Олт)
Очођи (рум. Ociogi) насеље је у Румунији у округу Олт у општини Бранковени. Oпштина се налази на надморској висини од 97 m.

## Становништво
Према подацима из 2002. године у насељу је живело 716 становника, од којих су сви румунске националности.